# أمانة منطقة الجوف
أمانة منطقة الجوف هي الجهة المسؤولة عن تقديم الخدمات العامة للمواطنين في المنطقة، حيث تساهم في تطبيق هذه الاستراتيجيات. شملت استراتيجيات للنقل والحركة نحو تخطيط أفضل، والبيئة السكنية لتوفير المسكن الامثل، والمرافق والخدمات لنمط معيشه أسهل، والبيئة سواء كانت مبنيه أو طبيعية لضمان ديمومتها، والاستثمارات البلدية لتنويع مصادر التمويل، وتقنية المعلومات لمواكبة متطلبات العصر.
كل ذلك نحو تأطير التنمية بمختلف قطاعاتها المرتبطة بالعمران والحواضر شاملة احتياجات المدينة من طرق ومدارس ومصحات وحدائق ومقرات وشبكات واقتصاد ورعاية اجتماعية ودينية وشبابية، ومخططات تخدم راحة الساكنين ذات مقرات آمنة صحية ذات بيئة تخدم الإنسان وتهيئ له العيش الكريم الآمن، من طفولته ومرحلة اليافعين فالشباب فالرجولة والكهولة وحتى الشيخوخة صحة  وتعليم وترفيه وتواصل وعبادة ورعاية وتنقل واستجمام وبيئة صحيه مستدامه وشواهد تاريخيه وآثار وإرث حضاري وثقافي، سعياً نحو مدن إنسانية بمعناها الحقيقي.

## الرسالة
تلتزم أمانة منطقة الجوف بتقديم خدمات متميزة وميسرة ذات جودة عالية للمواطن ويتم أداء أعمالها بأتقان وفق أفضل الممارسات لتنمية وتطوير المنطقة.

## الرؤية
أن تكون أمانة منطقة الجوف نموذجاُ متميزاُ يحتذى به في تطوير المنطقة وتوفير بيئة سكنية إنسانية مثلى متكاملة الخدمات وفرص إستثمارية جذابة ذات جودة عالية تحقق رضا المستفيدين منها.

## الجودة
تلتزم أمانة منطقة الجوف بتقديم خدمات ذات جودة عالية ترقى لمستوى وتوقعات المواطنين وتحقيق رغباتهم من خلال التالي:
- تطبيق الجودة بشكل تام على كافة نشاطات وأعمال الأمانة.
- تدريب العاملين وتطوير قدراتهم وتمكينهم من انجاز مهامهم بشكل حرفي والمشاركة في عمليات التحسين المستمر بشكل فعال.
- التقييم الذاتي لجميع نشاطات الأمانة والتحسين المستمر للعمليات والإجراءات.
- دعم جميع العاملين في الأمانة وتقدير العطاء والأداء المتميز.
- تنفيذ أعمال الأمانة بشكل حرفي ومهني ووفق معايير ومواصفات الجودة المعتمدة